# كومينغ كلين
كومينغ كلين (تصبح نظيفة) هي مسرحية لكيفين ايليوت.عرضت المسرحية لأول مرة سنة 1982 وكانت أول إنتاج مسرحي احترافي لايليوت.

## الخلفية
عمل كيفين ايليوت في انتاجات في مسرح بوش منذ 1976. اقترح أحد من المخرجين الفنيين للإنتاج في المسرح، سيمون ستوكس، أن يكتب المسرحية كيفين. ايليوت قدم للمسرح مسرحية بعنوان مريح والذي تغير اسمه إلى كومينغ كلين وتم انتاجه على المسرح في نوفمبر سنة 1982.

## الملخص
تدور احداث المسرحية في مدينة كنتش. وتتبع شخصية توني، كاتب مكافح، وشريكته غريغ. انخرط الزوجان معا في ليلة واحدة طالما لا يؤثران على علاقتهما. استعان الزوجان بمنظفة جديدة تدعى روبرت. ثم بدأ غريغ في علاقة غرامية مع روبرت وهذا يتحدى علاقة الزوجين بوجود تباين المواقف تجاه الحب.

## تاريخ الإنتاج
عرضت المسرحية في الثالث من نوفمبر 1982 في مسرح بوش في لندن مع طاقم التمثيل والذي يتضمن ايمون بولاند، كليف مانتل، سي جاي الآن، لان ماكروتش وفيليب دونغي.
أحييت المسرحية في مسرح رأس الملك في يوليو 2017 ولعب لي نايت دور توني لإضفاء حماسة شديدة. تم إخراج هذا الإنتاج عن طريق ادم سبيردبوري-ماهر. وتحول العمل الإنتاجي لآخر الغرب في استوديوهات ترافلجار في فترة ما بين 12 يناير و 2 فبراير 2019. عاد لي نايت إلى الوظيفة إلى جانب ستانتون كامبريدج، ايليوت هادلي وتوم لامبيرت. من المقرر ان يعود لفترة محدودة في يناير سنة 2020.

## الجوائز
فازت مسرحية كومينغ كلين بجائزة سيمول باكيت